# Hotel Kalifornia
Hotel Kalifornia es el octavo álbum de la banda estadounidense de rap rock, Hollywood Undead. Fue lanzado el 12 de agosto de 2022 a través de Dove & Grenade Media y BMG. El álbum fue producido por No Love for the Middle Child.

## Lanzamiento y promoción
El 5 de septiembre de 2021, la banda anunció que estaban trabajando en nueva música para su próximo octavo álbum de estudio. El 25 de febrero de 2022, unos meses después del anuncio, la banda lanzó el primer sencillo "Chaos". El 20 de abril, la banda presentó el segundo sencillo "Wild in These Streets" y su correspondiente video musical.
El 8 de junio, la banda lanzó el tercer sencillo "City of the Dead". Al mismo tiempo, anunciaron oficialmente el álbum y también revelaron la portada del álbum, la lista de canciones y la fecha de lanzamiento. El 8 de julio, un mes antes del lanzamiento del álbum, la banda presentó el cuarto sencillo "Trap God".
El 1 de marzo de 2023, la banda lanzó el quinto sencillo "Evil" y también anunció la edición de lujo del álbum que se lanzará el 28 de abril. El 29 de marzo, la banda estrenó el sexto sencillo "Salvation". El 25 de abril, la banda publicó el séptimo sencillo "House of Mirrors" con Jelly Roll junto con un video musical.

## Lista de canciones
| Edición estándar |                         |          |  |
| N.º              | Título                  | Duración |  |
| 1.               | «Chaos»                 | 3:02     |  |
| 2.               | «World War Me»          | 3:10     |  |
| 3.               | «Ruin My Life»          | 3:03     |  |
| 4.               | «Hourglass»             | 2:43     |  |
| 5.               | «Go to War»             | 2:46     |  |
| 6.               | «Alone at the Top»      | 3:45     |  |
| 7.               | «Wild in These Streets» | 3:24     |  |
| 8.               | «Dangerous»             | 3:24     |  |
| 9.               | «Lion Eyes»             | 2:58     |  |
| 10.              | «Trap God»              | 3:04     |  |
| 11.              | «Happy When I Die»      | 2:32     |  |
| 12.              | «Reclaim»               | 3:14     |  |
| 13.              | «City of the Dead»      | 2:53     |  |
| 14.              | «Alright»               | 3:29     |  |

| Edición de lujo |                                     |          |  |
| N.º             | Título                              | Duración |  |
| 15.             | «Evil»                              | 2:43     |  |
| 16.             | «Salvation»                         | 3:35     |  |
| 17.             | «First Class Suicide»               | 3:07     |  |
| 18.             | «Ransom»                            | 3:20     |  |
| 19.             | «Break on Through»                  | 3:09     |  |
| 20.             | «House of Mirrors» (con Jelly Roll) | 3:25     |  |

## Posiconamiento en lista
| Lista (2022)                         | Posiciones |
| ------------------------------------ | ---------- |
| Alemania (Offizielle Top 100)        | 51         |
| UK Album Sales (OCC)                 | 70         |
| UK Digital Albums (OCC)              | 25         |
| Reino Unido (UK Independent Albums)  | 21         |
| Reino Unido (UK Rock & Metal Albums) | 7          |
| Estados Unidos (Billboard 200)       | 149        |
| Estados Unidos (Top Rock Albums)     | 24         |